# Моравчик, Йозеф
Йозеф Моравчик (словац. Jozef Moravčík; род. 19 марта 1945, Очова, Чехословакия) — словацкий государственный и политический деятель.

## Биография
С 1972 года — на преподавательской работе в Карловом университете, декан юридического факультета в 1990—1991 годах. После Бархатной революции был последовательно членом ряда партий (Общественность против насилия, Гражданский демократический союз, Народная партия — Движение за демократическую Словакию, Демократический союз). Министр иностранных дел Чехословакии в июле — декабре 1992 года. Министр иностранных дел Словакии в 1993—1994 годах. В марте 1994 года открыто выступил с резкой критикой в адрес Владимира Мечьяра, из-за чего 14 марта 1994 года Мечьяр не получил поддержку парламента при обсуждении вопроса о вотуме доверия. 16 марта Моравчик сформировал правительство из членов недавно созданной партии Демократический союз Словакии, а также с участием экс-коммунистической Партии демократических левых, социалистов и христианских демократов. На парламентских выборах осенью 1994 года победу одержал Владимир Мечьяр и его ДЗДС, сформировавший в декабре новое правительство.
В 1998—2002 годах Моравчик был приматором Братиславы.